# Justizvollzugsanstalt Lenzburg

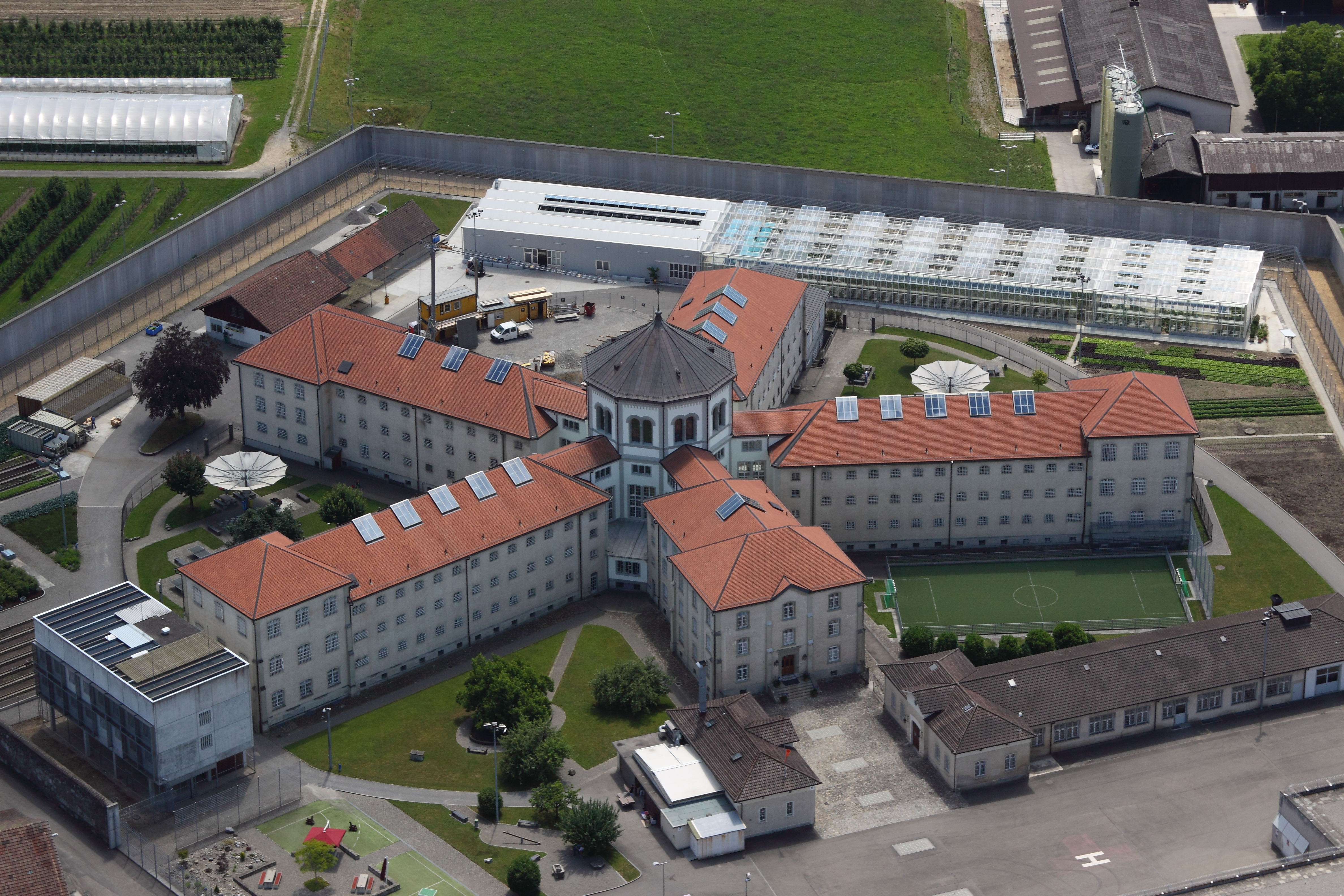
Luftansicht der JVA Lenzburg

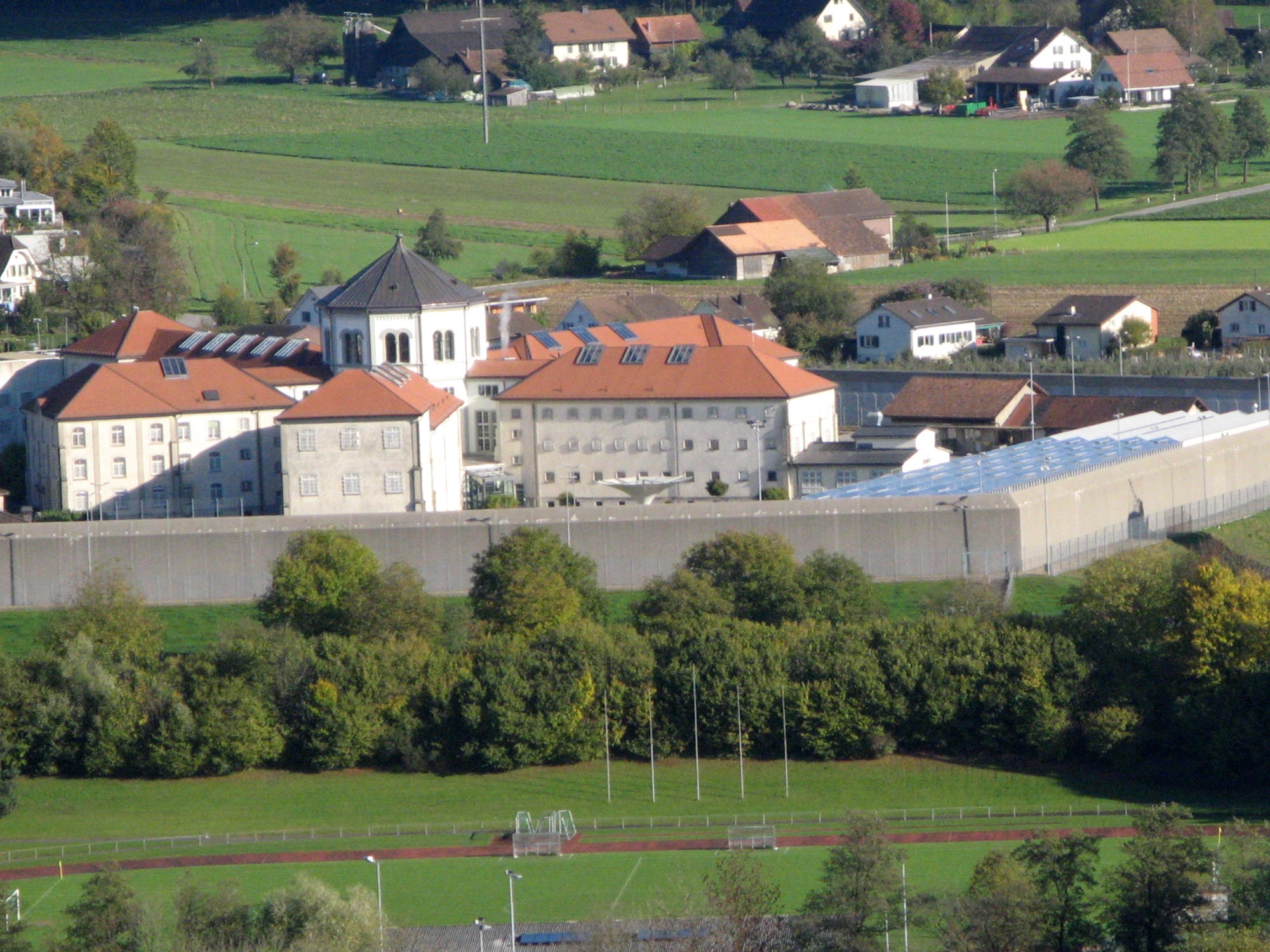
Die JVA Lenzburg (2010)

Die Justizvollzugsanstalt Lenzburg (JVA Lenzburg) ist die grösste kantonale Strafanstalt im Schweizer Kanton Aargau. Sie besteht aus der Strafanstalt Lenzburg sowie dem Zentralgefängnis des Kantons und umfasst 366 Vollzugsplätze mit verschiedenen Abteilungen im geschlossenen Vollzug. Voneinander getrennt sind Männer, Frauen, Jugendliche, die Altersabteilung 60plus sowie die Sicherheitsabteilungen.
Der SITRAK I (Hochsicherheitstrakt) wurde 1995 in Betrieb genommen und kann maximal acht Gefangene aufnehmen. Der SITRAK II (erhöhte Sicherheit), der im Zentralgefängnis seit Mai 2011 in Betrieb ist, kann maximal zwölf Gefangene aufnehmen.

## Geschichte
Die JVA Lenzburg wurde im Jahr 1864 als damals architektonisch modernste Strafanstalt Europas eröffnet. Die Pläne zeichnete der Aargauer Architekt Robert Moser. Es entstand ein für damalige Verhältnisse vorbildliches Gefängnis für 230 Insassen. Mit ihrem ersten Vollzugsleiter Johann Rudolf Müller verfügte die Anstalt auch organisatorisch über für die damalige Zeit fortschrittliche Denkansätze. Müller verbot etwa in der Strafanstalt erstmals die Prügelstrafe und auch die Kettenstrafe wurde abgeschafft. Zudem geht auf ihn die Einführung des Pekuliums zurück, einer Art Entlohnung für Strafgefangene. Seine Reformen setzten sich später von Lenzburg ausgehend im gesamten schweizerischen Strafvollzug durch.
Die biometrische Kontrolle von Besuchern in der JVA Lenzburg wurde bereits 1999 durchgesetzt, seit 2006 gibt es erstmals in einem Schweizer Gefängnis eine Mobilfunkstöranlage. Auch auf den zunehmenden demographischen Bevölkerungswandel wurde Bedacht genommen und eine eigene Altersabteilung „60plus“ eingerichtet.